# Жилава
Жилава (рум. Jilava) — комуна у повіті Ілфов в Румунії. До складу комуни входить єдине село Жилава.
Комуна розташована на відстані 12 км на південь від Бухареста.

## Населення
За даними перепису населення 2002 року у комуні проживали 11 919 осіб.
Національний склад населення комуни:
| Національність            | Кількість осіб | Відсоток |
| ------------------------- | -------------- | -------- |
| румуни                    | 10634          | 89,2%    |
| цигани                    | 1232           | 10,3%    |
| угорці                    | 27             | 0,2%     |
| турки                     | 10             | 0,1%     |
| українці                  | 3              | < 0,1%   |
| німці                     | 3              | < 0,1%   |
| болгари                   | 2              | < 0,1%   |
| греки                     | 2              | < 0,1%   |
| росіяни-липовани          | 1              | < 0,1%   |
| татари                    | 1              | < 0,1%   |
| серби                     | 1              | < 0,1%   |
| не вказали національність | 1              | < 0,1%   |

Рідною мовою назвали:
| Мова                  | Кількість осіб | Відсоток |
| --------------------- | -------------- | -------- |
| румунська             | 11626          | 97,5%    |
| циганська             | 253            | 2,1%     |
| угорська              | 23             | 0,2%     |
| турецька              | 7              | 0,1%     |
| українська            | 2              | < 0,1%   |
| німецька              | 2              | < 0,1%   |
| російська             | 2              | < 0,1%   |
| сербська              | 1              | < 0,1%   |
| не вказали рідну мову | 1              | < 0,1%   |

Склад населення комуни за віросповіданням:
| Релігія                                       | Кількість осіб | Відсоток |
| --------------------------------------------- | -------------- | -------- |
| православні                                   | 11537          | 96,8%    |
| римо-католики                                 | 80             | 0,7%     |
| п'ятдесятники                                 | 71             | 0,6%     |
| адвентисти                                    | 59             | 0,5%     |
| баптисти                                      | 33             | 0,3%     |
| атеїсти                                       | 31             | 0,3%     |
| не релігійні                                  | 27             | 0,2%     |
| греко-католики                                | 20             | 0,2%     |
| мусульмани                                    | 17             | 0,1%     |
| бретрени                                      | 13             | 0,1%     |
| реформати                                     | 8              | 0,1%     |
| лютерани (Синодально-пресвітеріанська церква) | 4              | < 0,1%   |
| унітарії                                      | 3              | < 0,1%   |
| лютерани                                      | 3              | < 0,1%   |
| лютерани (Аугсбурзького сповідання)           | 2              | < 0,1%   |
| не вказали релігію                            | 5              | < 0,1%   |